# Kill Me Later
Kill Me Later är en amerikansk långfilm från 2001 i regi av Dana Lustig, med Selma Blair, Max Beesley, O'Neal Compton och Lochlyn Munro i rollerna.

## Handling
Shawn Holloway arbetar på en bank och hon är djupt deprimerad. Hennes guldfisk har dött och hennes älskare är en bedragare. Så hon bestämmer sig för att begå självmord.
Hon ställer sig på ett hustak och ska precis hoppa då hon tas som gisslan av en bankrånare vid namn Charlie Anders. Om hon gör som han säger, så lovar han att döda henne då allt är över.

## Om filmen
Filmen utspelar sig i Seattle, men vissa saker kännetecknar Vancouver. Under filmens gång skymtar även kanadensiska brevlådor och telefonkiosker förbi.
I scenen där Shawn och Charlie ska ta sig ifrån banken i en bil, så styr Shawn åt vänster men bilen kör åt höger.

## Rollista
| Selma Blair         | – Shawn Holloway     |
| Max Beesley         | – Charlie Anders     |
| O'Neal Compton      | – Agent McGinley     |
| Lochlyn Munro       | – Agent Reed         |
| D.W. Moffett        | – Mathew Richmond    |
| Brendan Fehr        | – Billy              |
| Tom Heaton          | – Jason Thompson     |
| David Adams         | – Ara                |
| Alex Zahara         | – Officer Larry      |
| Keegan Connor Tracy | – Heather            |
| Pam Hyatt           | – Lucy               |
| Stacy Fair          | – Elizabeth Richmond |
| Marcel Maillard     | – Lyle Holloway      |
| Dana Lustig         | – Suzan Holloway     |